# Keshod
Keshod är en ort i Indien.   Den ligger i distriktet Jūnāgadh och delstaten Gujarat, i den västra delen av landet, 1 100 km sydväst om huvudstaden New Delhi. Keshod ligger 44 meter över havet och antalet invånare är 68 518.
Terrängen runt Keshod är platt. Runt Keshod är det tätbefolkat, med 356 invånare per kvadratkilometer. Keshod är det största samhället i trakten. Omgivningarna runt Keshod är en mosaik av jordbruksmark och naturlig växtlighet.